# Yamaha YZF-R1

Yamaha YZF-R1 — мотоцикл, флагман компании Yamaha Motor Company.

## История
Начиная с FZR1000 в 1988 Ямаха представила несколько инженерных новинок для мотоциклов, включая алюминиевую раму «DeltaBox», передовые впускное и выпускное устройства, в том числе 5 клапанов на цилиндр, и выхлопной электрический клапан EXUP. Полезная мощность двигателя была резко увеличена по всей области RPM, что дало одну из самых пологих кривых мощности для мотоциклов. Алюминиевая рама Deltabox по сравнению со стальной была очень лёгкой и жесткой, как управляемость, так и тормозные качества у неё были ощутимо лучше. 
В течение следующих четырёх лет Ямаха достигала значительных продаж и успехов в гонках, пока в 1992 Хонда не представила CBR900RR Fireblade, который был, по сути, сочетанием шасси от модели 600cc с расточенным двигателем от 750cc. Хотя Fireblade был не такой мощный, как FZR1000, но он был короче и легче, что дало лучшую управляемость. Ямахе потребовалось четыре года, чтобы серьёзно изменить вес и мощность, представив недолго просуществовавший YZF1000R «ThunderAce». Однако, YZF1000R по-прежнему базировался на оригинальном двигателе Genesis, который был резко наклонен вперед, отчего колесная база должна была быть длиннее, чем у Fireblade.

## 1998
Ямаха выпустила YZF-R1 4xv после переработки, в результате которой двигатель Genesis сместил коленчатый вал и ведущий и вторичный валы коробки передач. Это «уплотнение» двигателя дало колоссальный эффект — общая длина блока двигателя стала очень мала. Это позволило значительно укоротить колесную базу, что дало гораздо лучшую управляемость и оптимизировало центр тяжести.
Модель Yamaha YZF-R1  выпущена в красно-белом и синем вариантах.  Коэффициент сжатия у мотоцикла  7.4:1. при 5-ступенчатой коробке передач. Современная Ямаха считает R1 примером настоящего «Kando». («Kando» — это японское слово для обозначения одновременных чувств радости и волнения, которое испытывает человек, когда сталкивается с явлением исключительной ценности).

## 1999
R1 техническое оснащение.
Версия R1 1999 года демонстрирует минимальные изменения, не считая раскраски и графики. Заметные изменения были внесены в сцепление и ось коробки передач, которая удлинилась для лучшего переключения. Вместительность резервного бака была ограничена с 5,5 литров до 4, объём главного остался прежний, 18 литров. Второй всемирный отзыв для изменения крепления шланга охлаждения, которое при активном использовании мотоцикла могло ослабнуть, затронул ранние модели 1999 года и все, произведенные в 1998.

## 2000—2001
В 2000 Ямаха представила целую серию изменений, включая незначительные изменения кузова, улучшившие управляемость во время длительных поездок. R1 был прекрасным мотоциклом для небольших расстояний, но для дальних поездок не столь хорош из-за высокой отзывчивости в управлении. Главной задачей этого проекта Ямахи было отшлифовать то, что есть, а не переделывать всё сначала, хотя они и ввели более 150 изменений в надежде сделать и без того лёгкий, отточенный и выверенный мотоцикл ещё легче, чётче и вернее. Например, даже с добавлением новой воздушно-инерционной системы наддува весом всего четыре фунта (1,8 кг), общий вес на 5 фунтов (2.25 кг) не дотягивал до нужных 385 фунтов (175 кг). При заявленных 150 лошадиных силах максимальный выход оставался тот же, но изменения в системе управления двигателем предполагали более ровное и полноценное распределение мощности. Внешне почти не был затронут хорошо знакомый внешний вид R1, хотя и было произведено несколько изменений, давших уменьшение коэффициента аэродинамического сопротивления на 3 %. Корпус фары обрел резче очерченный профиль, боковые панели стали более аэродинамичными и гладкими и ветровое стекло изменило форму, обеспечив лучшую защиту водителя. В действительности внешний вид изменился настолько, что вариант от предыдущих моделей R1 уже не подходил для мотоцикла нового поколения.
Также были обновлены сиденья. Угол подъёма топливного бака стал более пологим, углубились выемки для ног. Сиденье вытянулось в сторону передней части топливного бака, новая завышенная посадка переместила дополнительный вес на перед мотоцикла. Всё это имело одну цель — улучшить весовой баланс, обеспечить возможность более резких поворотов и большую стабильность. Здесь вновь озвучивается тема «отшлифовать то, что уже блестит». Карбюраторы были отброшены в попытке улучшить чувствительность двигателя к открытию дроссельной заслонки — особенно на нижнем пределе — при любом количестве оборотов, вплоть до 11,750. Переделанный распределительный вал стал легче и использовал внутреннюю подводку масла для смазки шейки вала, что, вместе с ограниченной сливной очисткой, обеспечило меньшее трение и меньший шум двигателя. Также были изменены внутренности картера - высшая первая ступень в коробке передач, гнездо стержня переключателя из легированной стали с дополнительной опорой и полностью переделаны тяга переключения и ножная педаль. Эти изменения имели целью как предупреждение повторения прошлогодних жалоб на трансмиссию, так и максимально органичный перенос огромной мощности R1 на дороги мира.
2001 был первым годом, когда великолепные показатели R1 оказались перекрыты. Это сделал Suzuki GSX-R1000, весивший почти столько же, но производивший большую мощность и крутящий момент. Этот год также был последним, когда Ямаха использовала в R1 двигатель с карбюраторной системой подачи топлива. В дальнейшем в нём будут использовать систему впрыска топлива.
К сожалению, этот мотоцикл всё ещё поглощал большое количество масла без видимых на то причин, поэтому мотоцикл получил прозвище «масложорка».
Без сомнения до сих пор многие мотоциклисты считают мотоцикл этого года самым «злым» и «бешеным» из всего семейства. GSX-R 1000 K1 хоть и смог перебить её по максимальной мощности, но не смог дать той же лёгкости в управлении и ювелирного распределения массы.

## 2002—2003
Новая система впрыска топлива была представлена в 2002 году, она работала как карбюратор благодаря использованию заслонки CV карбюратора, контролируемой производимым двигателем вакуумом. При почти такой же мощности, как в мотоциклах выпуска 2001 года, двигатель был усовершенствован (больше диаметр цилиндра, короче ход поршня), чтобы число оборотов было больше, достигалось быстрее и держалось дольше. В 2003 году единственным изменением стала цветовая гамма. В предыдущие годы была доступна дополнительная расцветка «Red» («Красный»), теперь её заменили чёрным с красными языками пламени «Special Edition» («Специальный выпуск»), которая стоила на 100 долларов дороже. Также в 2002 Ямаха представила обновлённую раму «Deltabox III» которая благодаря изготовлению методом гидроформирования весьма основательно уменьшила количество своих сварных швов, сильно увеличив таким образом прочность и сопротивление к скручиванию рамы. Задняя часть мотоцикла была модернизирована и обозначена габаритными огнями технологии LED. Это позволило создать очень четкие линии в задней части при выборе одного из возможных послепродажных изменений, например, снятия ножки поворотного сигнала и опоры держателя номерного знака и замена их на другие, «обнимающие» раму. Также в 2002 были улучшены перед и световые сигналы, от увеличения резкости передней фары до «парковочных» сигналов внутри самой панели фары, дав этим больше возможностей для перемещения передних габаритных огней и использования их в качестве поворотных или аварийных сигналов.

## 2004—2005
По мере развития конкуренции с Хондой, Ямаха пристрастилась ко все более серьёзным изменениям. Сюда вошли и стилистические изменения, такие как выхлопные трубы под сиденьем, и улучшение рабочих характеристик, включая радиальные тормоза и впервые в R1, инерционный наддув. Помимо этого, склонность мотоцикла «вставать на дыбы», известная с ранних моделей, была решительно ограничена изменением геометрии рамы и развесовки. Совершенно новый двигатель (не используемый больше как элемент напряжения шасси) отличался разделением верхнего картера и блока цилиндров. R1 образца 2004 года стабильно дает 172 лошадиных силы на коленчатом валу (без инерционного наддува) и весит также 172 килограмма, достигнув таким образом знаменательной границы соотношения массы и мощности 1:1. Ещё одним новшеством этого года был устанавливаемый по умолчанию демпфер рулевого механизма. В сочетании с изменениями в раме это помогло устранить склонность руля бурно трястись во время быстрого разгона и особенно замедления на спуске, и на не идеально ровных поверхностях (что называется, «трясет, как в танке»).

## 2006
В 2006 Ямаха запомнилась тем, что добилась 180 лошадиных сил на маховике. В дополнение из-за нестабильности разгона маятник был удлинен на 20 миллиметров. Также в 2006, на 50-летнюю годовщину участия Ямахи в гонках в Америке, компания представила ограниченный выпуск желто-бело-черных мотоциклов цветов гоночной команды Ямахи. Была выпущена и специальная модель (СМ), в ограниченном количестве, отличавшаяся черно-жёлтой раскраской по образцу Кенни Робертса (пилота команды Ямахи) и передней и задней подвесками, сделанными компанией Öhlins на заказ по разработке людей, создававших гоночный вариант YZR-M1 для MotoGP (команды Ямахи). Специально для этой модели созданные компанией Marchesini алюминиевые колеса позволили избавиться от почти фунта (0,45 кг) неподрессоренного веса. Проскальзывающее сцепление (slipping clutch) для ограничения обратного крутящего момента, тормозная система Brembo с вентилируемыми дисками и встроенное в панель реле времени на правой рукояти руля успешно завершили комплектацию СМ, превратившую его в нечто большее, чем серийный гоночный мотоцикл. Его рекомендованная продажная цена составляла $18,000, и только 500 таких машин было сделано для USA.

## 2007—2008
Новая модель YZF-R1 2007 была представлена 9 октября 2006. Ключевые отличия — полностью обновлённый однорядный 4-цилиндровый двигатель и возвращение к традиционным 4 клапанам на цилиндр, несмотря на фирменные 5 клапанов. Другие новинки — Yamaha Chip Control Intake (YCC-I) — автоматически изменяемая длина впускного коллектора, Yamaha Chip Control Throttle (YCC-T) — автоматически регулируемый дроссель, электро-дистанционное управление дроссельной системой, проскальзывающее сцепление, полностью обновлённые алюминиевая рама Deltabox и маятник, 6-и поршневые радиально расположенные суппорты и 310-миллиметровые диски тормоза, более широкий радиатор, и внешнее оформление M1 на новых больших воздухозаборниках на передней части обтекателя. 2008 принёс систему навигации BNG и возможность купить ограниченное количество машин с пластиковым покрытием от Фиат. Расход топлива 11 литров на 100 км.

## 2009—2011
Кроме абсолютно нового дизайна эта модель получила двигатель, в котором применена технология из MotoGP c нерегулярными вспышками смеси и кривошипами вала, сдвинутыми по фазе на 90*:270-180-90-180, а завывание рядной "четверки" сменилось рычанием. Также применена технология YCC-T, позволяющая выбрать одну из настроек блока управления. 
Мощность двигателя 182 л. с., соответствует стандарту Euro3.